# Publicist
Un publicist este o persoană, de cele mai multe ori un scriitor, care publică în presă articole, recenzii sau cronici cu caracter politic, social, cultural. Cuvântul este format după modelul francezului publiciste.